# Lourmel (stanice metra v Paříži)
Lourmel je nepřestupní stanice pařížského metra na lince 8 v 15. obvodu v Paříži. Nachází se na křižovatce ulic Avenue Félix Faure a Rue de Lourmel.

## Historie
Stanice byla otevřena 27. července 1937 při prodloužení tratě ze stanice La Motte-Picquet – Grenelle do Balard.

## Název
Jméno stanice je odvozeno od názvu ulice Rue de Lourmel. Frédéric Henri Le Normand de Lourmel (1811–1854) byl francouzský generál, který padl v Krymské válce.

## Vstupy
Stanice má jeden vchod opatřený lampou typu Derveaux a jeden eskalátor pro výstup.

## Zajímavosti v okolí
- Parc André Citroën